# Ralph E. Truman

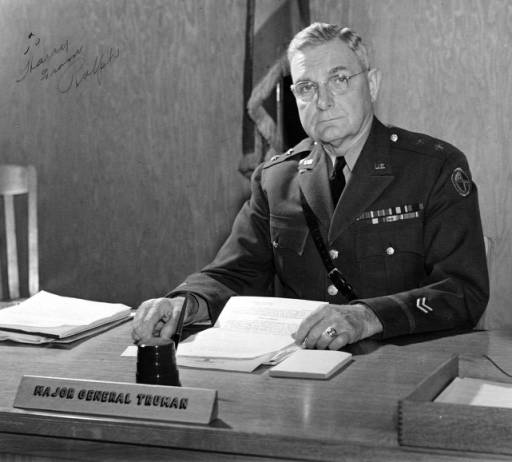
Ralph E. Truman

Ralph Emerson Truman (* 10. Mai 1880 in Kansas City, Missouri; † 30. April 1962 ebenda) war ein Generalmajor der United States Army bzw. der Nationalgarde von Missouri. Er war unter anderem Kommandeur der 35. Infanteriedivision.
Ralph Truman war ein Sohn von William Thomas Truman (1847–1930), einem Onkel des späteren US-Präsidenten Harry S. Truman, und dessen Frau Henrietta Strang (1852–1881). Nach dem frühen Tod seiner Mutter wuchs der junge Truman bei einer Adoptivfamilie in Kansas City auf. Er besuchte die öffentlichen Schulen seiner Heimat und trat als einfacher Soldat dem 20. Infanterieregiment des US-Heeres bei, mit dem er am Spanisch-Amerikanischen Krieg teilnahm. Dabei wurde er verwundet. Er gehörte bis 1901 diesem Regiment an.
Nach zwischenzeitlichen zivilen Tätigkeiten trat er im Jahr 1916 als Leutnant der Missouri National Guard bei, der er für den Rest seiner militärischen Laufbahn angehörte. Dabei brachte er es bis zum Zwei-Sterne-General. In den Jahren 1916 und 1917 stand er mit einer Kompanie eines Infanterieregiments seiner Nationalgarde unter dem Kommando der Bundesregierung und war an der mexikanischen Grenze stationiert. In der Folge nahm Truman an der Mexikanischen Expedition teil.
Während des Ersten Weltkriegs diente Truman im 140. Infanterieregiment, das ebenfalls zur Nationalgarde von Missouri gehörte, aber den American Expeditionary Forces unterstellt war und in Frankreich eingesetzt wurde. Das Regiment war Teil der 35. Infanteriedivision. Es war unter anderem an der Maas-Argonnen-Offensive beteiligt. Einige Monate nach dem Waffenstillstand vom November 1918 wurde das Regiment in die Vereinigten Staaten zurückverlegt und im Mai 1919 aufgelöst.
In den 1920er und 1930 Jahren war Truman unter anderem für die St. Louis–San Francisco Railway tätig. Damals bekleidete er noch weitere zivile Ämter. Gleichzeitig setzte er seine Laufbahn bei der Nationalgarde seines Staates fort, wobei er es bis 1938 zum Generalmajor brachte. Der Dienst bei der Nationalgarde beschränkte sich aber weitgehend auf gelegentliche Übungen und Weiterbildungen. Zwischenzeitlich gehörte Truman auch dem Reserve Offizierskorps des US-Heeres an.
Im Oktober 1938 erhielt Ralph Truman, inzwischen im Rang eines Generalmajors, das Kommando über die 35. Infanteriedivision. Diese war ein Großverband der Army National Guard und bestand aus Einheiten der Nationalgarden aus Missouri, von der Truman kam, und von Kansas. Er behielt dieses Kommando bis zu seiner Suspendierung am 10. Oktober 1941. Seine Vorgesetzten waren mit seiner Leistung als Divisionskommandeur bei Manövern unzufrieden und bemängelten unter anderem Disziplinlosigkeit in seinen Einheiten und Ineffizienz. Eine Versetzung zu einer anderen Einheit lehnte er ab, zumal er ohnehin bereits über 60 Jahre alt war. Im Januar 1942 ging er in den Ruhestand. Formal stand er auf der Liste der Reserveoffiziere für eine Verwendung im Zweiten Weltkrieg. Dazu kam es allerdings nicht. Am Krieg hat er daher nicht mehr teilgenommen.
Ralph Truman starb am 30. April 1962 in seiner Heimatstadt Kansas City und wurde auf dem Springfield National Cemetery beigesetzt. Sein Sohn Louis W. Truman (1908–2004) brachte es im US-Heer bis zum Generalleutnant.